# Мангостан
Мангостанът (Garcinia mangostana) е вид тропическо покритосеменно растение от семейство Звъникови (Clusiaceae) с ядливи плодове.

## Разпространение
Произходът на мангостана е несигурен, поради широко разпространеното праисторическо отглеждане. Расте главно в Югоизточна Азия, Югозападна Индия и други тропически райони. Дървото е внесено и широко култивирано в Тайланд, Мианмар, Виетнам, Камбоджа, Малайзия, Шри Ланка, Филипините, Антилските острови, Централна Америка, Колумбия и тропическа Африка (Занзибар, Либерия, Гана и Габон).

## Описание
Мангостанът е вечнозелено дърво с пирамидална корона и чернокафява кора, което достига на височина от 6 до 25 метра. Листата са овално продълговати, тъмнозелени отгоре и жълтозелени отдолу, с дължина 9 – 25 см и широчина 4,5 – 10 см. Младите листа са розови на цвят.
Цветовете имат зелени венчелистчета с червени петна. Плодът е кръгъл, 3,4 – 7,5 см в диаметър, съставен от 4 до 8 сегмента, и покрит отгоре с дебела (до 1 см) неядлива червено-виолетова лепкава кора. Той е сочен и има сладък вкус.
Растението дава първите си плодове сравнително късно, когато е на 9 – 20 години.